# Pierre Pelieux
Pierre Pélieu  (mort dans un accident d'avion à Abidjan le 27 juin 1952) est un administrateur colonial français. Il fut gouverneur du Gabon de 1949 à 1952 puis de Côte d'Ivoire en 1952, en remplacement de Laurent Péchoux. Il sera remplacé à Abidjan par Camille Bailly.  